# Gambasca
Gambasca (Gambasca in piemontese e in occitano) è un comune italiano di 352 abitanti della provincia di Cuneo in Piemonte.
Faceva parte della Comunità montana Valli Po, Bronda, Infernotto e Varaita.

## Geografia fisica
Situato sulla destra orografica del fiume Po e nella sua valle, gode di un panorama che spazia dal monte Monbracco (1307 m s.l.m.), ultima propaggine del gruppo orografico del Monviso sulla pianura saluzzese, allo stesso Monviso, fino alle Langhe.

## Storia

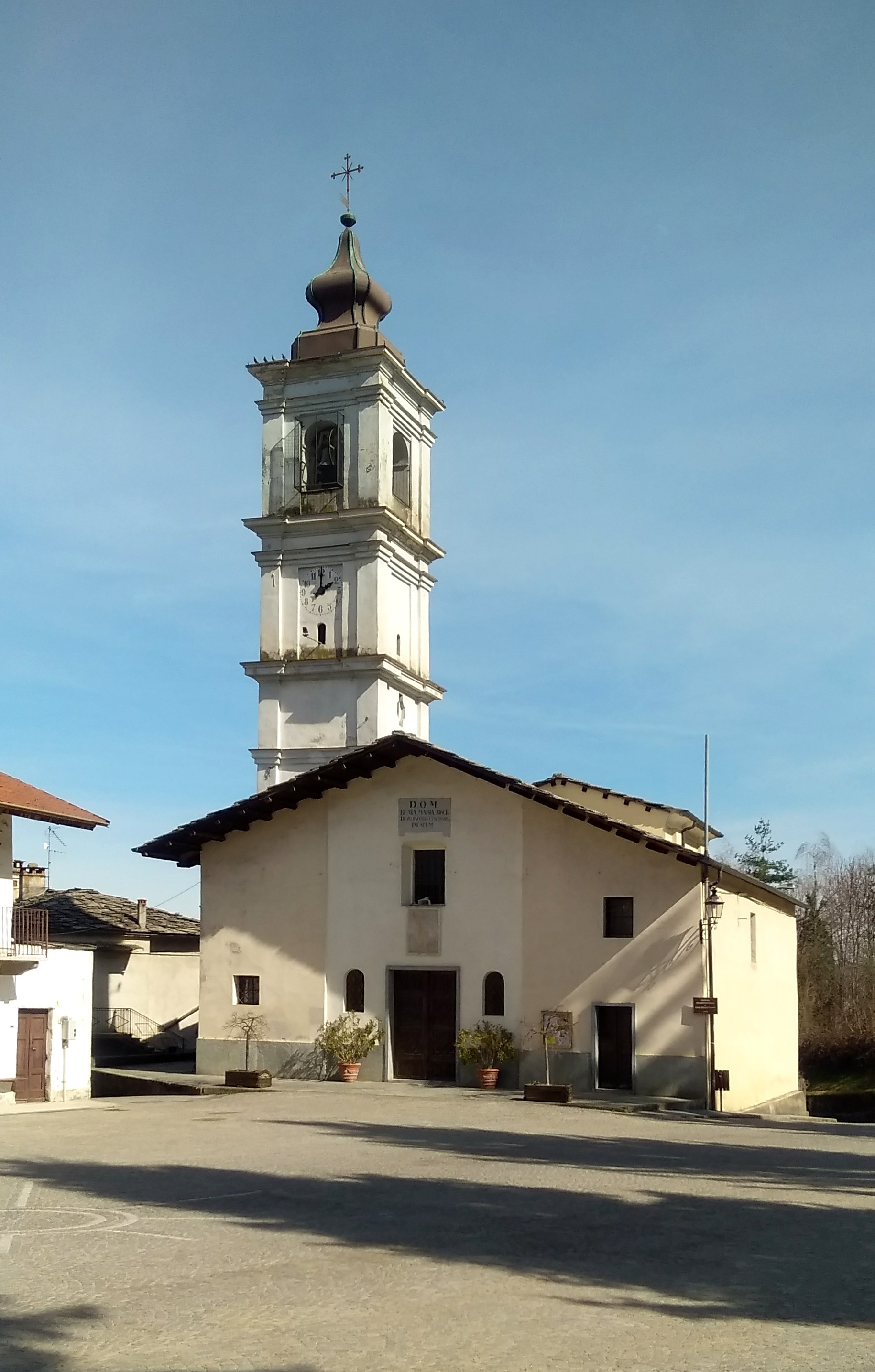
La parrocchiale

In seguito fu possedimento dei marchesi di Saluzzo, che donarono nel 1138 un castagneto sito nei pressi di Gambasca all'abbazia di Santa Maria di Staffarda; in seguito furono le monache del monastero di Rifreddo a gestirne il territorio (tanto che la madre badessa poteva fregiarsi del titolo di Contessa di Gambasca).

Il territorio a più riprese veniva conteso tra i due potenti istituti religiosi, ma a conferma della piena potestà del monastero, nel 1434 la badessa-contessa Mercia de'Pugneti concesse alle terre di Gambasca e Rifreddo gli Statuti.
Nel 1621 le terre vennero cedute dal monastero alla comunità gambaschese, diritti alle decime compresi, ma già nel 1657 i Savoia (nella persona di Carlo Emanuele II) investendo il nobile Francesco Havard de Senantes del titolo di Marchese di Gambasca sottraesse le terre ai contadini: alla sua morte il paese fu infeudato dagli Isnardi di Caraglio, e successivamente dal marchese Luigi Coardi di Carpeneto (1771), che nel 1833 cedette le terre del paese al Comune, compresa una somma di lire 12.000.
Tra il 1928 e il 1946, in seguito di un decreto reale, Gambasca fu unita amministrativamente al vicino Comune di Martiniana Po, diventandone frazione; ha riconquistato la sua autonomia solo dopo la fine della seconda guerra mondiale.

### Le Masche di Gambasca
Nel 1495 l'inquisitore Vito De Beggiami condannò per mascaria nove donne della Valle Po, quattro di queste erano di Gambasca: Caterina Bonivarda, Caterina Borella, Bilia Dei Galliani, Giovanna Cometta.
Dagli atti processuali rinvenuti presso il Comune di Rifreddo emergono molti particolari relativi alle vicende di Caterina Bonivarda, moglie di Bonivardo dei Bonivardi, e Caterina Borella, detta "fornaia" moglie di Giovanni Borelli.

### Simboli
Lo stemma e il gonfalone sono stati concessi con decreto del presidente della Repubblica del 13 giugno 1989.
Lo stemma è d'azzurro, alla lettera maiuscola G d'oro, accompagnata da tre stelle d'argento di otto raggi, poste una in capo e due in punta.
Il gonfalone è un drappo di bianco.

## Monumenti e luoghi d'interesse
Al centro del paese sta la parrocchia di San Sebastiano, che vanta antiche origini: consacrata del vescovo di Torino nel 1497, era stata eretta come cappella già nel 1492.

## Società

### Evoluzione demografica
Abitanti censiti

## Geografia antropica

### Le antiche borgate

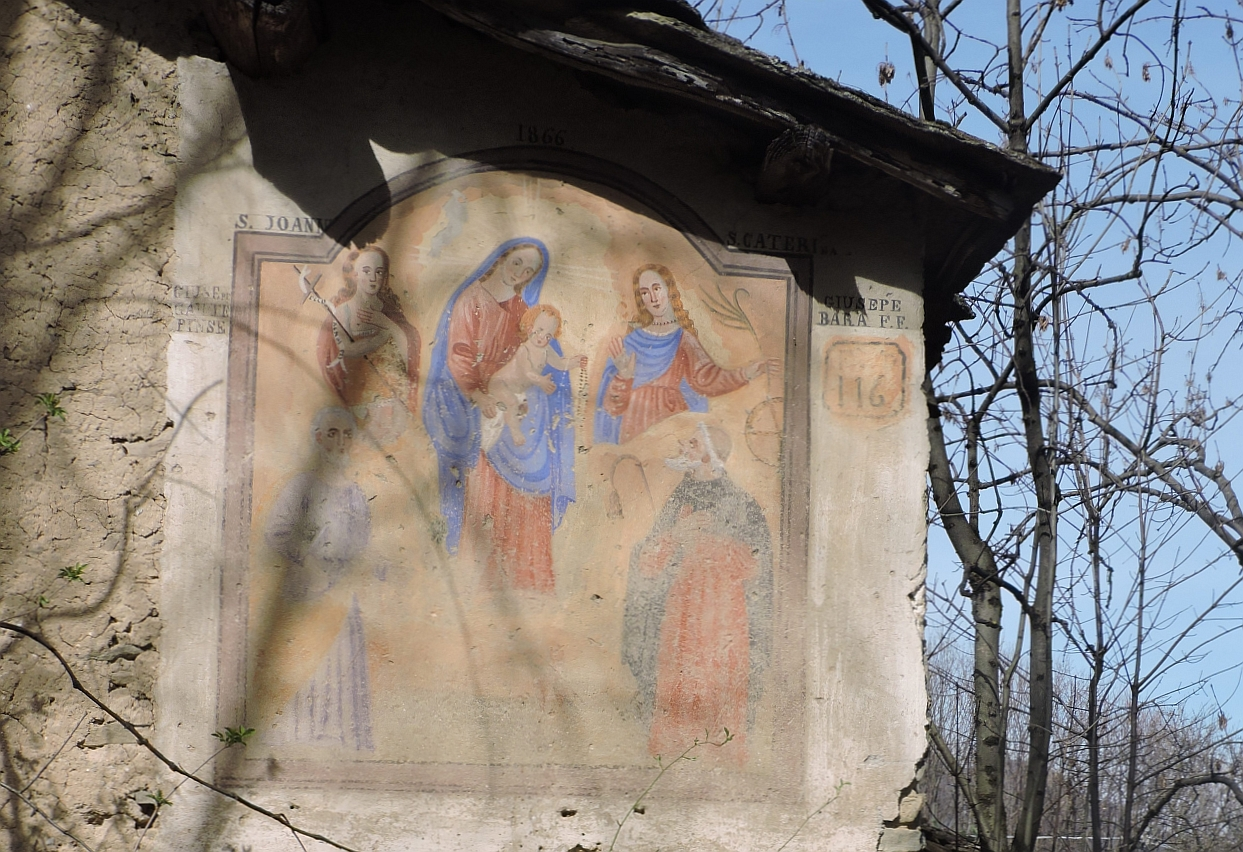
Castinel: dipinto di Giuseppe Gautieri, 1866

Sono molte le antiche borgate presenti su tutto il territorio comunale, distribuite sia monte che a valle del concentrico. La maggior parte di esse oggi sono perlopiù disabitate e alcune in stato di abbandono.
Moltissime sono le meire isolate, immerse fra i boschi, che anticamente venivano utilizzate come dimora estiva dai contadini che portavano gli animali all'alpeggio oppure addirittura per abitarvi tutto l'anno, molte recano sui muri esterni l'effigie di qualche santo.
Altre borgate invece si caratterizzano per la tipica disposizione a ferro di cavallo con grandi archi (e imponenti portoni in legno) che ne accompagnano l'ingresso, ma che, allo stesso tempo, fungevano da difesa.
Le principali borgate gambaschesi sono: Carpeneti, Giordana, Mulino, Roggero, Nari, Ciafrè Nari, Brich d'Tumassin, Terbus, Giusiana, Free e Marchetti, Rittana e Costanza, Castinel, Brich Genre, Tomatis e Billia, Brignola, Para e Barra, Santa Lucia e San Rocco.
Picat, Poulan, Baile, Lantermin, Lo del Ruè, Ruà Pra Bonino sono i nomi di altri piccole borgate del paese.

## Amministrazione

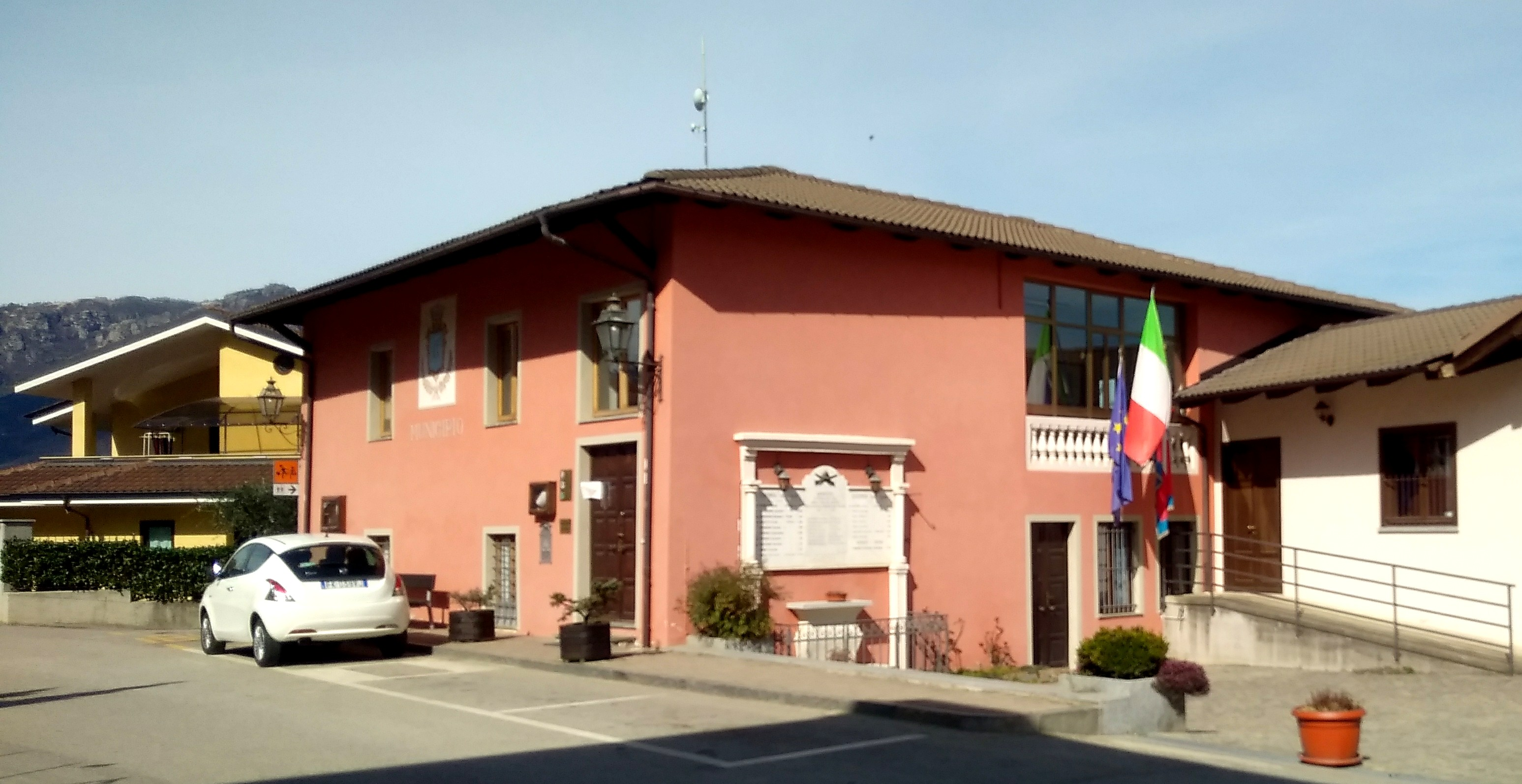
Il municipio

Di seguito è presentata una tabella relativa alle amministrazioni che si sono succedute in questo comune.
| Periodo        | Periodo        | Primo cittadino | Partito                         | Carica  | Note  |
| -------------- | -------------- | --------------- | ------------------------------- | ------- | ----- |
| 4 giugno 1985  | 24 maggio 1990 | Claudio Para    | -                               | Sindaco | [ 6 ] |
| 24 maggio 1990 | 24 aprile 1995 | Claudio Para    | Partito Liberale Italiano       | Sindaco | [ 6 ] |
| 24 aprile 1995 | 14 giugno 1999 | Claudio Para    | -                               | Sindaco | [ 6 ] |
| 14 giugno 1999 | 14 giugno 2004 | Claudio Para    | -                               | Sindaco | [ 6 ] |
| 14 giugno 2004 | 8 giugno 2009  | Alfredo Barra   | lista civica                    | Sindaco | [ 6 ] |
| 8 giugno 2009  | 26 maggio 2014 | Erminia Zanella | -                               | Sindaco | [ 6 ] |
| 26 maggio 2014 | 27 maggio 2019 | Erminia Zanella | lista civica Alpes              | Sindaco | [ 6 ] |
| 27 maggio 2019 | in carica      | Cristiana Nasi  | lista civica Uniti per Gambasca | Sindaco | [ 6 ] |